# Paul-Albert Scherer
Paul-Albert Scherer (* 23. November 1918 in Essen; † 16. März 2014) war ein deutscher Offizier in Wehrmacht und Bundeswehr, zuletzt im Dienstgrad Brigadegeneral, und leitete von 1972 bis 1977 den Militärischen Abschirmdienst (MAD).

## Leben
Nach dem Abitur im Jahr 1937 wurde Scherer zum Reichsarbeitsdienst und danach in die Wehrmacht einberufen. Von 1939 bis 1945 war er Offizier und hatte Verwendungen als Zugführer, Kompaniechef und Adjutant. Gegen Kriegsende wurde er im Dienstgrad eines Hauptmanns als Bataillonsführer des II. Bataillons des Panzergrenadier-Regiments 21 eingesetzt und bekam noch am 8. Mai 1945 das Deutsche Kreuz in Gold verliehen. Er wurde fünfmal schwer verwundet und kam 1945 in britische Kriegsgefangenschaft.
Ab 1946 studierte Scherer Sozialwissenschaften und absolvierte im Anschluss ein Volontariat. 1950 wurde er Redakteur der Westfälischen Rundschau. 
1956 trat Scherer in die Bundeswehr ein, wo er für den MAD ausgebildet und als Hauptmann Sachbearbeiter in der Unterabteilung IV J 4 des Bundesministeriums der Verteidigung (BMVg) wurde, aus der 1957 die Zentrale des MAD, das Amt für Sicherheit der Bundeswehr (ASBw), werden sollte. 1958 wurde er bei der Erprobung technischen Großgeräts und in der Ausbildung der Kampftruppen verwendet. Ab 1963 war er im Führungsbereich des militärischen Nachrichtenwesens tätig. 1969 folgte seine Ernennung zum Oberst und zum persönlichen Referenten des Parlamentarischen Staatssekretärs, Karl Wilhelm Berkhan (SPD) beim BMVg. Von 1972 bis 1977 war Scherer der vierte Amtschef des ASBw und somit Leiter des MAD. Als Folgeverwendung sollte Scherer, unter Beförderung zum Generalmajor, Befehlshaber im Wehrbereich IV in Mainz werden. Stattdessen wurde er als Brigadegeneral 1977 vorzeitig in den Ruhestand versetzt.
Scherer war Mitglied der SPD.